# Bobrowiczki
Bobrowiczki (niem.: Neu Bewersdorf) – wieś w Polsce położona w województwie zachodniopomorskim, w powiecie sławieńskim, w gminie Sławno przy drodze krajowej nr 6. Miejscowość przekształca się stopniowo w południowo-zachodnie przedmieście Sławna.
W latach 1975–1998 miejscowość należała administracyjnie do województwa słupskiego.